# Johann Kenkel

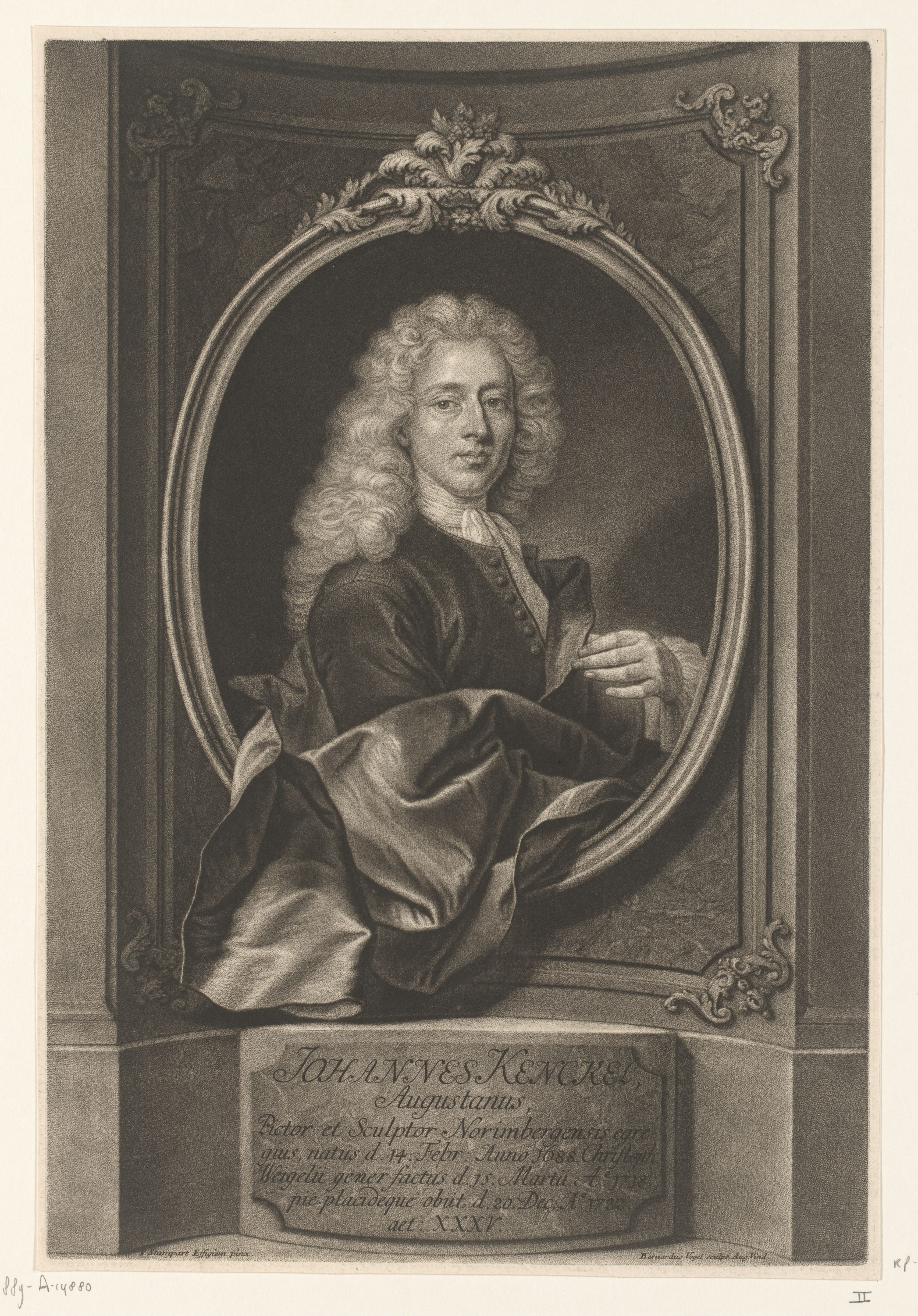
Bernhard Vogel nach Frans van Stampart: Johann Kenkel

Johann Kenkel, auch Johannes Kenkel (* 14. Februar 1688 in Augsburg; † 20. Dezember 1722 in Nürnberg), war ein deutscher Maler, Radierer und Kupferstecher. Er fertigte Stiche bzw. Schabkunstwerke von Nürnberger Bürgern und Patriziern an, sowie von Adligen, Bischöfen und Fürsten.

## Biographisches
Kenkel wurde in Augsburg geboren. Sein Bruder war der auf gleichem Gebiet tätige Benjamin Kenkel.
Er lernte zunächst bei Isaac Fischer in Augsburg, in Nürnberg lernte er sodann bei Christoph Weigel Schabkunst, Radieren und Kupferstechen. Bei Johann Matthias Schuster lernte er die Pastellmalerei. Kenkels Werke in Pastell seien sehr beliebt gewesen.
Am 10. Juni 1715 wurde er in das Nürnberger Bürgerbuch eingetragen, bereits im Jahr 1714 im Ämterbüchlein als Kupferstecher, aus welchem er im Jahr 1722 entfernt wurde.
In den Jahren 1715 bis 1717 reiste er nach Wien und über Sachsen nach Hamburg, Holland und Frankreich. Seine Portraitstiche waren zumindest in Frankreich sehr erfolgreich. Nach seiner Rückkehr nach Nürnberg hatte er weiterhin große Aufträge.
Seine Bildnisse wurden teilweise von Georg Daniel Heumann, Peter Schenk, Johann Wilhelm Windter und Joseph de Montalegre  gestochen.
Zu einem unbekannten Zeitpunkt wurde er Mitglied in der königlichen Malerakademie in Paris.
Er lebte in Nürnberg und heiratete im Jahr 1718 Christoph Weigels Tochter Barbara Sibylla. Sie hatten mindestens einen Sohn und eine Tochter.
Im Jahr 1722 spendete er der Nürnberger Malerakademie eine „Sammlung von Gipsabgüssen“, genauer gesagt „alle seine Modelle nach den besten alten und neuen Statuen“.
Kenkel starb Ende des Jahres 1722 am 20. Dezember in Nürnberg und wurde am 23. Dezember begraben. Die Deutsche Biographie nennt irrtümlich den 23. November als Begräbistag.

## Beispielwerke
- Herzog Rudolph Ludwig von Braunschweig(Stich)[10][11]
- Johann Baptist Homann (Stich)[11]